# Język semai
Język semai, także: sakai centralny, sengoi (a. seng’oi, senoi) – język austroazjatycki używany przez grupę ludności w stanach Pahang, Perak i Selangor w Malezji. Należy do grupy języków aslijskich.
Ma ok. 29 tys. użytkowników. Jest silnie zróżnicowany wewnętrznie. Ethnologue wyróżnia następujące dialekty: betau, bidor, bil, cameron (Cameron Highlands), gopeng, jelai, lipis, parit, perak I, perak II, tanjung malim, tapah (Jalan Pahang), telom, ulu kampar (Kampar). Część dialektów wyszła z użycia, a większość z nich to odmiany właściwe dla niewielkich społeczności.
W porównaniu do pozostałych języków aslijskich ma stosunkowo dużą społeczność użytkowników. Niemniej D. Bradley (2007) uważa, że mimo to jest zagrożony wymarciem. W powszechnym użyciu jest także język malajski.
Został w pewnym stopniu udokumentowany. Zebrano m.in. pewne dane gramatyczne, istnieje też słownik z 1987 r. (Senoi-English, English-Senoi Dictionary). Jest nauczany w szkołach. W piśmiennictwie stosuje się alfabet łaciński.